# Pectinichelus pakistanus
Pectinichelus pakistanus är en skalbaggsart som beskrevs av Keith 2003. Pectinichelus pakistanus ingår i släktet Pectinichelus och familjen Melolonthidae. Inga underarter finns listade i Catalogue of Life.